# غاريث ويست
غاريث ويست (26 يوليو 1976 في نيوزيلندا - ) (بالإنجليزية: Gareth West)‏ هو لاعب كريكت نيوزلندي. لعب مع Central Districts cricket team ‏.

## وصلات خارجية
- غاريث ويست على موقع إي آس بي آن كريك إنفو (الإنجليزية)